# 안드레아 체살피노
안드레아 체살피노(Andrea Cesalpino, 라틴어명 안드레아스 카살피누스) (1524/1525년 – 1603년 2월 23일)는 피렌체의 의사, 철학자, 식물학자였다.
그의 저서에서 그는 식물을 알파벳 순서나 약용 특성보다는 과일과 씨앗에 따라 분류했다. 1555년에 그는 루카 기니의 뒤를 이어 피사의 식물원 원장이 되었다. 식물학자 피에트로 카스텔리는 그의 학생 중 한 명이었다. 체살피노는 또한 식물 및 동물 생리학 분야에서도 제한적인 연구를 수행했다. 의학 분야에서 그는 혈액의 반복적인 증발과 응축으로 구성된 "화학적 순환"을 구상했으며, 이 때문에 역사가들은 그를 1628년에 혈액의 "물리적 순환"을 이론화한 윌리엄 하비(1578–1657)의 선구자로 여겼다.

## 전기

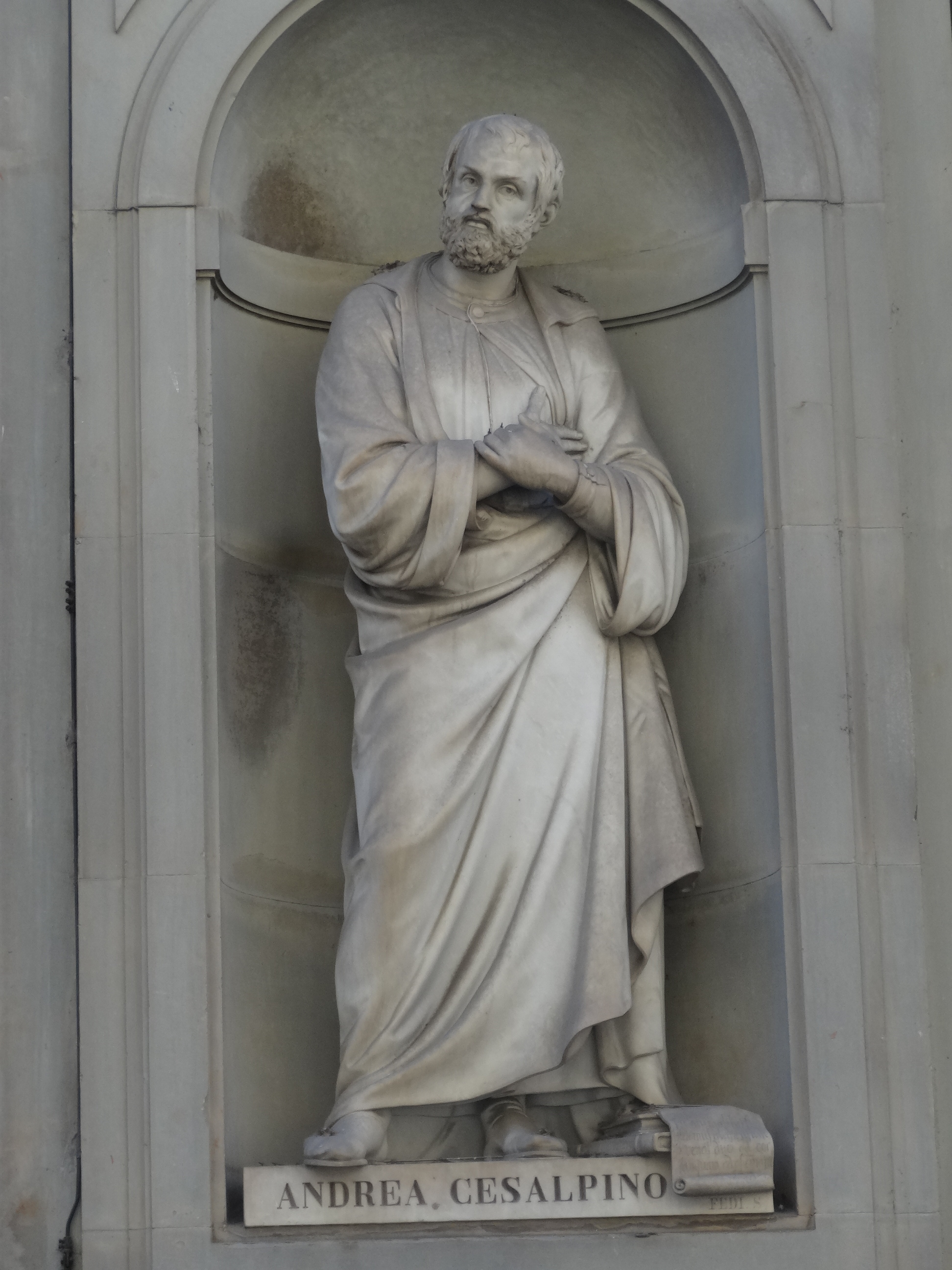
우피치 미술관 로자의 유명한 투스카니인 조각상들 중 체살피노상. 피오 페디가 조각했다.

체살피노는 토스카나주의 아레초에서 태어났다. 주세페 라이스와 우고 비비아니가 일련의 중요한 문서를 통해 보고하고, 최근 체살피노에 헌정된 학술 서적에서 확인된 바와 같이, 그는 1524년 가을 아레초 외곽에서 태어났을 가능성이 높다.
그가 피사 대학교에서 의학을 가르친 강사는 R. 콜롬보(1559년 사망)였고, 식물학을 가르친 강사는 유명한 루카 기니였다. 학업을 마친 후 그는 같은 대학에서 철학, 의학, 식물학을 여러 해 동안 가르쳤으며, 이탈리아 여러 지역에서 식물 탐사를 진행했다. 이 시기에 유럽 최초의 식물원이 조성되었는데, 가장 먼저 파도바에 1546년에, 다음으로 피사에 1547년에 기니에 의해 조성되었고, 기니가 첫 원장이었다. 기니의 뒤를 이어 체살피노가 1554년부터 1558년까지 피사 식물원을 책임졌다. 노년에 체살피노는 로마로 가서 사피엔차 로마 대학교의 의학 교수가 되고 교황 클레멘스 8세의 주치의가 되었다. 그가 자신의 가장 유명한 제자 중 한 명인 미켈레 메르카티가 1566년경 조성한 로마 라 사피엔차 대학교 식물원의 최고 관리자가 되었는지 여부는 확실하지 않다. 1600년 희년을 위해 체살피노는 교회 역사에 관한 텍스트를 썼는데, 《Historiae ecclesiasticae compendum usque ad Annum Jubilei MDC》라는 제목으로 로마의 바티칸 사도 도서관(Vat. Lat. 35600)에 필사본으로 보관되어 있으며, 그의 정통성을 증명한다.

## 철학 저작
체살피노의 모든 저작들은 천재성과 심오한 사상가의 면모를 보여준다. 그의 문체는 종종 난해하지만, 그의 저작들이 가진 학문적인 형식에도 불구하고 아름다운 구절들이 자주 나타난다. 아리스토텔레스의 저작에 익숙하지 않은 현대 식물학자와 생리학자들은 체살피노의 책을 모호하게 느끼며, 이를 이해하지 못하는 탓에 그의 업적에 대한 판단을 자주 잘못 내렸다.
체살피노의 모든 저작에 대한 비판적 연구를 바탕으로 그의 연구 결과를 종합적으로 정리한 것은 아직 나오지 않았으며, 그의 저작 전체를 편집한 것도 없다. 현재 확실히 알려진 그의 저작은 7권이며, 이 중 대부분은 여러 번 인쇄되었지만 17세기 이후로는 재판되지 않았다. 다음 목록에서는 첫 번째 출판 연도를 기준으로 한다.
그의 가장 중요한 철학 저작은 《Quaestionum peripateticarum libri V》(1571)이다. 이 책에서 체살피노는 16세기 아리스토텔레스의 가장 탁월하고 독창적인 연구자 중 한 명임을 증명한다. 그러나 그의 저작은 이븐 루시드의 영향이 보이므로 그는 이븐 루시드적 아리스토텔레스주의자이며, 분명히 범신론에 경향이 있었던 것으로 보여 나중에 스피노자 이전의 스피노자주의자로 분류되었다. 아리스토텔레스적 견해에 반대하는 개신교도인 니콜라우스 타우렐루스는 여러 번 체살피노에게 반론을 제기했다. 타우렐루스의 저작인 《Alpes cæsae》 등(1597)은 체살피노의 이름인 카살피누스(Cæsalpinus)를 이용한 말장난이 보여주듯이 체살피노의 견해를 반박하는 데 전적으로 할애되었다. 거의 100년 후 새뮤얼 파커는 《Disputationes de Deo et providentia divina》(1678)라는 저작에서 체살피노의 견해를 다시 공격했다.
체살피노는 자신의 가톨릭 원칙에 대한 확고함과 아리스토텔레스 교리로 설명된 어떠한 철학적 견해도 계시에 어긋난다면 오류임을 인정할 준비가 되어 있음을 반복적으로 주장했다.

## 의학 및 생리학 저작
순환계와 혈액의 순환에 대한 체살피노의 생리학적 연구는 잘 알려져 있지만, 현재까지도 과대평가되거나 과소평가되는 경우가 많다. 그의 저작 중 이 문제와 관련된 여러 구절을 살펴보면, 체살피노가 윌리엄 하비 이전에 다른 어떤 생리학자보다 혈액 순환의 비밀에 더 깊이 파고들었다고 말해야 하지만, 여전히 혈액의 전체 경로에 대한 해부학적 연구에 기반한 완전한 지식에는 도달하지 못했다는 것을 알 수 있다. 이미 언급된 《Quæstionum peripateticarum》 외에도 《Quaestionum medicarum libri duo》(1593)를 참고해야 한다.

## 식물학 저작
그의 가장 중요한 출판물은 《De plantis libri XVI》(1583)이다. 이 작품은 대공 프란체스코 1세 데 메디치에게 헌정되었다. 그 시대의 "허벌"과는 달리 삽화가 없다. 작품의 30페이지를 차지하는 첫 번째 부분은 식물학 전반에 걸쳐 가장 중요한 부분이다. 17세기 초부터 오늘날에 이르기까지 식물학자들은 이 작품에서 체살피노가 아리스토텔레스를 길잡이로 삼아 식물 형태학과 생리학의 기초를 다지고 속씨식물의 첫 과학적 분류를 만들어냈다는 의견에 동의한다. 이 책에 개성을 부여하는 세 가지 요소는 다음과 같다: 특히 꽃, 과일, 씨앗에 대한 독창적이고 예리한 관찰이 현미경 발명 이전에 이루어졌다는 점, 식물 체계의 기초로 결실 기관을 선택했다는 점, 마지막으로 관찰을 통해 수집된 풍부한 자료를 독창적이면서도 엄격하게 철학적으로 다루었다는 점이다. 체살피노가 씨앗과 씨앗받이를 식물 분류의 주요 기준으로 삼은 것은 17세기 영국의 주요 박물학자 존 레이의 분류 작업에 큰 영향을 미쳤다. 그가 사망한 후, 이 작품의 미완성 부록인 《Appendix ad libros de plantis et quaestiones peripateticas》(1603)가 출판되었다.
체살피노는 식물학 역사에서 최초로 식물표본집을 만든 식물학자 중 한 명으로도 유명하다. 현재까지 남아 있는 가장 오래된 식물표본집 중 하나는 그가 1563년에 알폰소 토르나부오니 주교를 위해 정리한 것이다. 많은 우여곡절 끝에 이 식물표본집은 현재 피렌체의 피렌체 자연사 박물관에 소장되어 있다. 붉은색 가죽으로 제본된 세 권의 책으로 구성된 260장의 폴리오 페이지에 768종의 식물이 포함되어 있다. 화학, 광물학, 지질학에 가치 있는 저서인 《De metallicis libri tres》(로마, 1596)도 그가 출판했다. 이 책은 주로 바티칸 메탈로테카에 의존하며, 그의 이른 사망으로 완성하지 못했던 메르카티가 준비했다. 이 책의 일부 내용은 18세기 말 앙투안 라부아지에와 르네 쥐스트 아위의 발견과 같은 발견들을 연상시키며, 화석에 대한 정확한 이해를 보여준다.

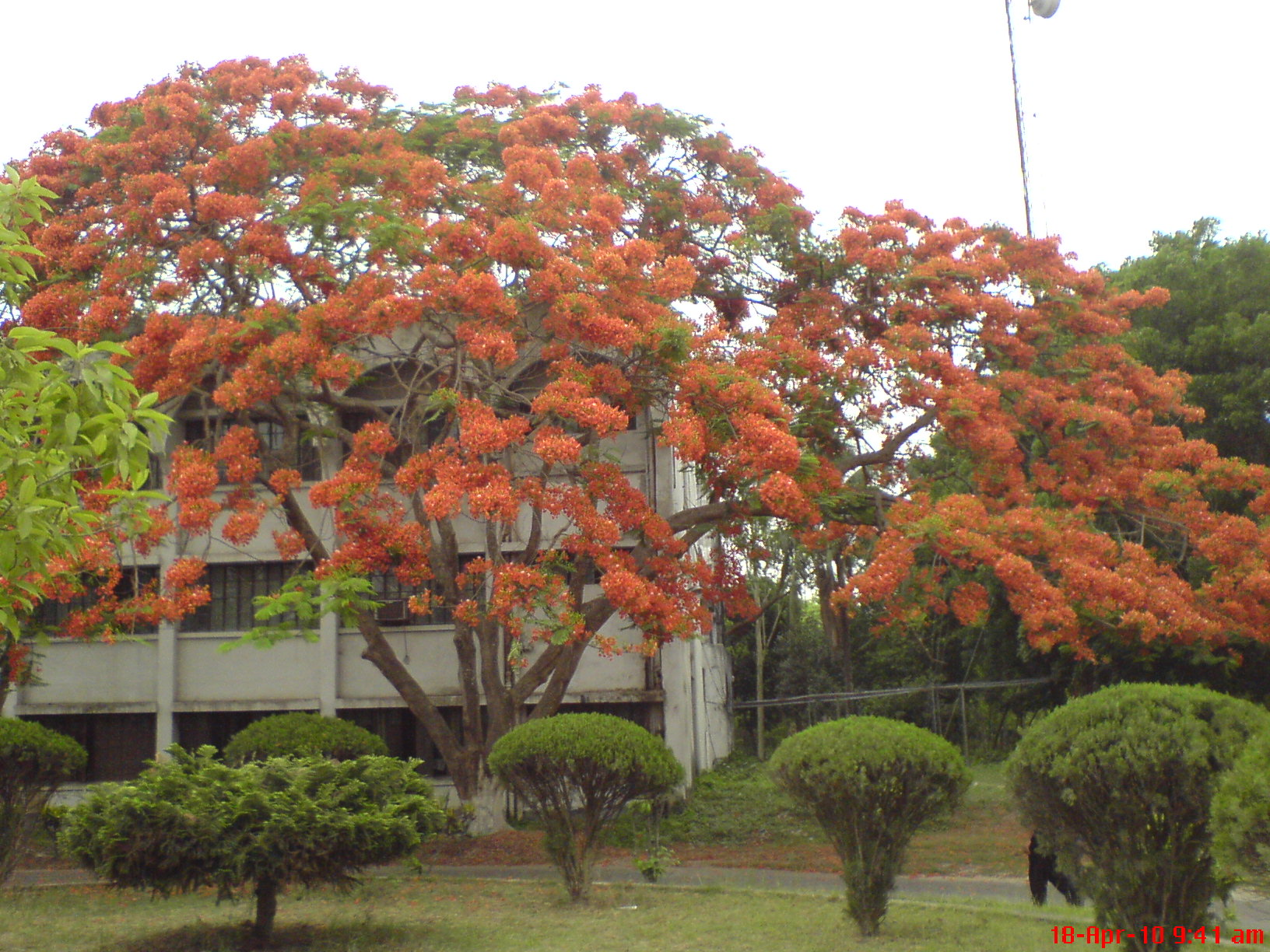
Cæsalpinia pulcherrima

프란치스코회 수사 샤를 플루미에는 어떤 식물 속(屬)에 Cæsalpinia라는 이름을 붙였고, 칼 폰 린네는 그의 체계에서 이 이름을 유지했다. 오늘날 이 속은 약 10종을 포함하며, 유용한 식물이 많이 포함된 콩과의 Cæsalpinioideae 아과에 속한다. 린네는 그의 저서에서 식물학 분야의 위대한 선배인 체살피노를 자주 인용하며 다음과 같은 구절로 칭송했다:
Quisquis hic exstiterit primos concedat honores
Cæsalpine tibi primaque certa dabit.

## 지질학
위에서 언급했듯이, 《De metallicis libri tres》(로마, 1596)는 광물학과 지질학에 가치 있는 저서였으며, 화석에 대한 정확한 이해를 보여주었다. 찰스 라이엘의 《지질학의 원리》는 1596년에 다음과 같이 언급한다:

저명한 식물학자 체살피노는 화석 조개껍데기가 바다에 의해 육지에 남겨져 토양이 굳어지는 동안 돌로 굳어졌다고 생각했다."

## 더 읽어보기
- Morton, A.G. (1981). 《History of Botanical Sciences》. Academic Press. 127–135쪽. ISBN 0-12-508382-3.